# Andrae Patterson
Andrae Malone Patterson (Riverside, California, 12 de noviembre de 1975) es un exjugador y entrenador de baloncesto estadounidense que jugó durante dos temporadas en la NBA, cinco más en la Liga ACB y varias más en otras competiciones europeas. Con 2,08 metros de estatura, lo hacía en la posición de ala-pívot. Actualmente ejerce como asistente del Manager General de los Portland Trail Blazers, después de haber trabajado en el organigrama de los Utah Jazz.

## Trayectoria deportiva

### Universidad
Tras haber disputado en 1994, en su etapa de high school el prestigioso McDonald's All-American Game, jugó durante cuatro temporadas con los Hoosiers de la Universidad de Indiana en las que promedió 11,3 puntos y 5,7 rebotes por partido. En su última temporada lideró a los Hoosiers en rebotes por partido (5,8) y en tapones (30). Fue miembro de la selección estadounidense en los Campeonatos del Mundo Junior de 1997.

### Profesional
Fue elegido en la cuadragésimo sexta posición del Draft de la NBA de 1998 por Minnesota Timberwolves, donde en su primera temporada fue uno de los jugadores menos utilizados por su entrenador, Flip Saunders, jugando en 35 partidos en los que promedió 3,3 puntos y 1,9 rebotes. Al término de la temporada amplió su contrato por una temporada como agente libre por los T-Wolves, pero solo llegó a disputar 5 partidos en toda la competición.
Continuó su carrera en el baloncesto FIBA, fichando por el Adecco Estudiantes de la liga ACB, donde en su única temporada promedia 10,0 puntos y 5,0 rebotes por partido. Al año siguiente ficha por el Ricoh Manresa, desde donde regresa al club estudiantil en 2003. En Madrid juega durante dos temporadas, regresando de nuevo a Manresa en 2005. Pero solo juega 14 partidos, en los que promedia 8,1 puntos y 4,4 rebotes antes de ser cortado.
Tras su periodo español, en 2006 ficha por el KK Zadar de la Liga de Croacia, con los que gana la Krešimir Ćosić Cup. El resto de su carrera deportiva transcurrió en la liga griega, donde jugó en el Panellinios y el Egaleo AO, en la liga israelí, con un breve paso por el Ironi Ashkelon, y en Bosnia y Herzegovina, donde jugó con el KK Igokea.

## Estadísticas de su carrera en la NBA

### Temporada regular
| Temporada | Edad | Equipo                 | Liga | P  | TIT | MIN | TC  | TCA | %TC  | 3P  | 3PA | %3P  | TL  | TLA | %TL  | R.OF. | R.DEF. | REB | ASIS | ROB | TAP | PER | FP  | PTS |
| 1998-99   | 23   | Minnesota Timberwolves | NBA  | 35 | 0   | 8.1 | 1.2 | 2.8 | .443 | 0.0 | 0.1 | .000 | 0.8 | 1.0 | .778 | 0.9   | 1.0    | 1.9 | 0.4  | 0.5 | 0.2 | 0.6 | 1.8 | 3.3 |
| 1999-2000 | 24   | Minnesota Timberwolves | NBA  | 5  | 0   | 4.0 | 0.6 | 0.8 | .750 | 0.0 | 0.0 |      | 0.0 | 0.0 |      | 0.2   | 0.2    | 0.4 | 0.2  | 0.2 | 0.0 | 0.2 | 0.8 | 1.2 |
| Total     |      |                        | NBA  | 40 | 0   | 7.6 | 1.2 | 2.5 | .455 | 0.0 | 0.1 | .000 | 0.7 | 0.9 | .778 | 0.8   | 0.9    | 1.7 | 0.4  | 0.5 | 0.2 | 0.6 | 1.7 | 3.0 |

### Playoffs
| Temporada | Edad | Equipo                 | Liga | P | MIN | TCA | TC | 3PA | 3P | TLA | TL | R.OF. | REB | ASIS | ROB | TAP | PER | FP | PTS | %TC | %3P | %FT | MIN | PTS | REB | AST |
| 1998-99   | 23   | Minnesota Timberwolves | NBA  | 2 | 7   | 0   | 0  | 0   | 0  | 0   | 0  | 1     | 4   | 2    | 0   | 0   | 1   | 1  | 0   |     |     |     | 3.5 | 0.0 | 2.0 | 1.0 |
| Total     |      |                        | NBA  | 2 | 7   | 0   | 0  | 0   | 0  | 0   | 0  | 1     | 4   | 2    | 0   | 0   | 1   | 1  | 0   |     |     |     | 3.5 | 0.0 | 2.0 | 1.0 |

## Palmarés
- Campeón de la Krešimir Ćosić Cup (2006)